# Râul Răchita, Nera
Râul Răchita este un curs de apă, afluent al râului Nera. 